# Circuit Riverside Speedway Ste-Croix
Le circuit Riverside Speedway Ste-Croix est un complexe de course automobile situé dans la municipalité de Sainte-Croix (Canada), dans le comté de Lotbinière, au pied d'une falaise en bordure du fleuve Saint-Laurent. Ses gradins naturels dans la falaise offre une vue imprenable sur le fleuve. Par temps clair, on peut apercevoir au loin le pont Pierre-Laporte qui traverse à Québec.
Il est constitué d'une piste ovale de 5/8 de mille (environ 0,9 km) et d'un circuit routier de 1,7 km qui emprunte en grande partie la piste ovale. La configuration de la piste ovale, longues lignes droites avec courbes serrées, rappelle celle du célèbre Martinsville Speedway situé dans le Comté de Henry en Virginie.

## Histoire
Inauguré en 1971, le complexe devait à l'origine inclure aussi un terrain de golf, un terrain de camping, un aéroport et une marina. Seul le circuit fut finalement érigé. Le 6 août 1972, le pilote américain Bobby Dragon remporte le "Québec 300", importante course de stock car réunissant les grands noms de l'époque.
Malgré l'engouement suscité à son ouverture, rapidement des problèmes financiers amèneront une période d'incertitudes qui mènera à la fermeture du circuit dès 1974. À l'abandon pendant plus d'une décennie, le circuit est racheté par un promoteur de Québec et la piste ovale renaît de ses cendres en 1985  avec un certain succès, surtout à la suite de la fermeture du principal autodrome de la région de Québec, l'Autodrome Val-Bélair en 1987.

## Circuit routier
Le circuit routier d'origine, long de 2,5 km qui montait sur le plateau supérieur près de la route 132 n'a jamais été réaménagé. Une partie de cet ancien circuit sert maintenant de voie d'accès à la piste ovale située au niveau du fleuve. Parmi les événements de circuit routier à avoir été présentés à Sainte-Croix, une manche du championnat canadien de Formule Atlantique présentée le 23 juillet 1972 et remportée par Brian Robertson d'Ottawa. Un nouveau circuit routier plus court (1,7 km), empruntant aussi pour l'essentiel la piste ovale mais ne montant pas sur les plateaux supérieurs, a été aménagé en 2000. Une tentative de lancer un important événement de circuit routier sous l'appellation "Grand Prix de Québec" avec en vedette, le championnat américain de Formule 3, n'a pas connu le succès escompté. Lors de la première édition, présentée en août 2000, seulement six F3 étaient au départ. L'édition de 2001 fut présenté sous l'appellation "Grand Prix Via Rail Canada de Québec" sans plus de succès. Des épreuves de moto ont aussi été présentées au cours des années 2000.
Ce tracé n'est presque plus utilisé aujourd'hui pour des compétitions.

## Période actuelle
Après une longue période de hauts et de bas et de rumeurs de toutes sortes dans les années 2000, on annonce sa fermeture au début de 2008 . Le site est finalement racheté par des promoteurs locaux plus tard en 2008  et dès 2009, la piste connaît un important regain de succès grâce notamment à de nombreuses améliorations apportées aux installations à chaque année.
Parmi les nombreuses séries à s'être produites au Circuit Riverside Speedway Ste-Croix, l'American Canadian Tour (ACT) avec ses séries ACT Pro Stock Tour, l'ACT Tour  et la Série ACT a été la plus assidue. Depuis 2010, en août, est présenté à Sainte-Croix la course Can-Am 200, épreuve de 200 tours comptant les pour les championnats québécois et américain de l'ACT. Brian Hoar a remporté les trois premières éditions en 2010, 2011 et 2012.

## Un moment historique
Le légendaire Jean-Paul Cabana a remporté la 500e victoire de sa longue carrière au Circuit Riverside Speedway Ste-Croix en 1992.

## Vainqueurs des courses ACT Pro Stock Tour

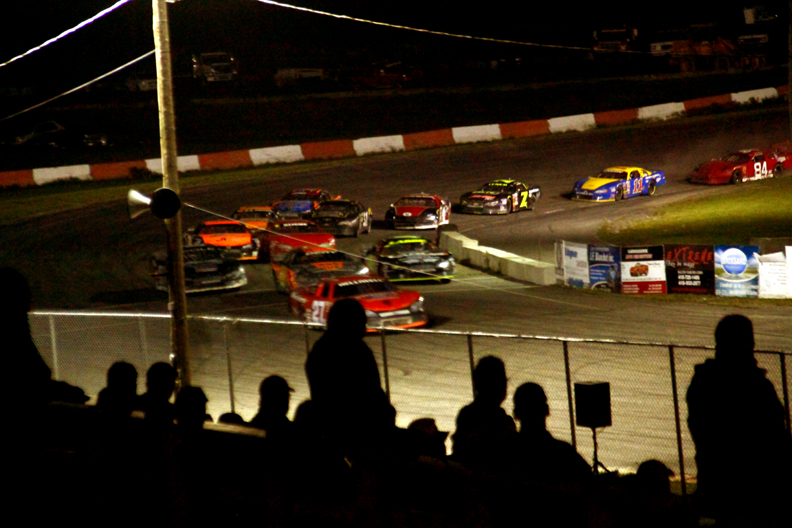
Circuit Riverside Speedway Ste-Croix - 24 août 2013 - Course Can-Am 200

- 11 août 1990 Steve Knowlton
- 2 septembre 1991 Junior Hanley
- 28 juin 1992 Junior Hanley
- 22 juillet 1995 Brad Leighton

## Vainqueurs des courses ACT Tour
- 28 juin 1992 Brian Hoar
- 19 mai 1996 Jean-Paul Cyr
- 1er juin 1997 Mike Bruno
- 29 juin 2002 Sylvain Lacombe
- 28 juin 2003 Brent Dragon
- 13 mai 2006 Donald Theetge
- 2 juin 2007 Donald Theetge

## Vainqueurs des courses de la Série nationale Castrol et Série ACT

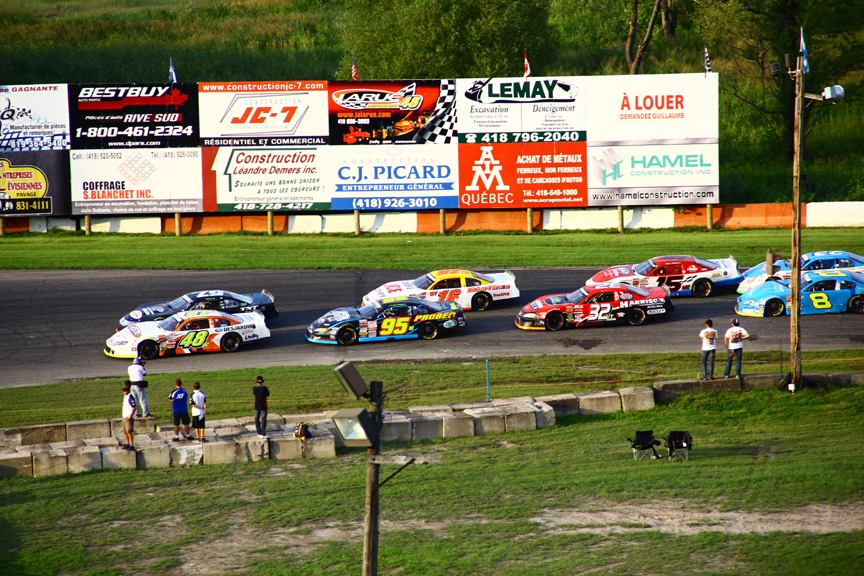
Qualification de la course Can-Am 200 - Série ACT Castrol - 27 août 2011

- 18 juillet 2005 Donald Theetge
- 14 août 2005 André Beaudoin
- 17 juin 2006 Marc Beaudoin
- 24 juillet 2006 Donald Theetge
- 12 août 2006 Donald Theetge
- 24 juin 2007 Alexandre Gingras
- 24 juillet 2007 Sylvain Lacombe
- 11 août 2007 Patrick Laperle
- 20 juin 2009 Brent Dragon
- 22 août 2009 Donald Theetge
- 19 juin 2010 Karl Allard
- 26 juillet 2010 Karl Allard
- 14 août 2010 Brian Hoar
- 18 juin 2011 Patrick Hamel
- 9 juillet 2011 Donald Theetge
- 11 septembre 2011 Brian Hoar
- 16 juin 2012 Donald Theetge
- 14 juillet 2012 Jean-François Déry
- 25 août 2012 Brian Hoar
- 9 juin 2013 Jean-François Déry
- 13 juillet 2013 Dany Trépanier
- 24 août 2013 Alex Labbé
- 31 mai 2014 Alex Labbé
- 2 août 2014 Alex Labbé
- 23 août 2014 Joey Polewarczyk, Jr.
- 6 juin 2015 Alex Labbé
- 22 août 2015 Joey Polewarczyk, Jr.

## Vainqueurs des coursesCASCARSuper Series
- 1er juillet 1996 Alex Nagy
- 28 juin 1997 Alan Turner
- 21 juin 1998 Ron Beauchamp, Jr.
- 5 juin 1999 Peter Gibbons